# Nazareno Taddei
Padre Nazareno Taddei S.I. (Bardi, 5 giugno 1920 – Sarzana, 18 giugno 2006) è stato un presbitero, linguista e regista italiano.

## Biografia
A dodici anni entra in seminario; nel 1940 è ammesso nella Compagnia di Gesù, all'interno della quale viene ordinato sacerdote nel 1952.
Laureato in Lettere e Pedagogia, e con all'attivo una licenza maggiore in Filosofia, un baccalaureato in Teologia ed un diploma di magistero in composizione e direzione d'orchestra, padre Taddei diviene Segretario nazionale della Compagnia di Gesù per le Comunicazioni sociali.
Nel 1953, durante la sperimentazione dei programmi Rai (che iniziano ufficialmente l'anno successivo) tiene una rubrica, andata in onda per otto puntate insieme alla Santa Messa, di cui cura la regia. Successivamente fonda numerosi centri di studio sulla comunicazione, e dirige un gran numero di esperienze editoriali (e non solo), insegnando nel contempo in alcune Università italiane ed internazionali. Scrive su importanti riviste di cinema e sulla «Civiltà Cattolica»; pubblica saggi e studi sulla comunicazione.
Nel 1972 inizia la pubblicazione del mensile «Edav» (Educazione AudioVisiva), edito dal suo Centro internazionale dello spettacolo e la comunicazione sociale (CiSCS), fondato a Roma all'inizio degli anni '50.
In oltre 50 anni di studi e di esperienze in Italia e all'estero, ha dato un notevole apporto allo studio scientifico dei linguaggi distinguendo tra "linguaggi concettuali" (parola scritta e parlata), che significano direttamente concetti, e "linguaggi contornuali", impostati sull'immagine (distinguibile in immagine normale e tecnica) che significano concetti solo attraverso la riproduzione di “contorni” (aspetti materiali e sensibili della realtà). La funzione significante avviene dunque non per convenzione, ma per connaturalità, cioè per analogia di forme visibili.

Ha formulato, su base scientifica, la "Teoria della comunicazione di massa" e le metodologie della "lettura strutturale" e della "strategia dell'algoritmo contornuale".
Muore a Sarzana (SP) il 18 giugno del 2006.

## Padre Taddei eLa dolce vita
Nel 1960 La Civiltà Cattolica incaricò Padre Taddei di recensire il film di Federico Fellini, che aveva suscitato ire e preoccupazioni presso numerosi ambienti ecclesiastici.

Taddei difese il film. A suo giudizio, La dolce vita, trattava il tema della Grazia:
Secondo Taddei, il comportamento di Paolina verso Marcello impersonava la Grazia.
Il religioso pagò questa lettura con l'esilio.

In una lettera datata 8 gennaio 1961, Fellini scrisse a Taddei:

## Riconoscimenti
In suo nome è stato creato un premio cinematografico assegnato alla Mostra Internazionale del Cinema di Venezia a partire dal 2007. Di tale premio sono stati insigniti: 
- (2007) Abdel Kechiche per Cous cous,
- (2008) Pupi Avati per Il papà di Giovanna,
- (2009) Samuel Maoz per Lebanon[5],
- (2010) Aleksei Fedorchenko per Silent Soul,
- (2011) Ann Hui  per A Simple Life,
- (2012) Kim Ki-duk per Pietà,
- (2013) Stephen Frears per Philomena.